# Boris Krčmar
Boris Krčmar (Zagreb, 13 september 1979) is een Kroatische darter die uitkomt voor de PDC.

## Carrière
Krčmar domineerde ruim tien jaar lang de softtip-dartswereld. Hij is viervoudig IDF-wereldkampioen, tienvoudig EDF Europees kampioen, achtvoudig EDU Europees kampioen en FECS Europees kampioen. Hij was de eerste Kroatische speler die zich kwalificeerde voor het PDC World Darts Championship.
Hij startte met zijn professionele carrière in 2005. Sinds 2007 is Krčmar onafgebroken de kapitein van het Kroatische nationale team. Hij kwalificeerde zich voor het eerst voor het PDC World Darts Championship 2011 door de Oost-Europese qualifier te winnen. Hij verloor in de voorronde van Per Laursen. 
Op 19 januari 2020 behaalde Krčmar zijn Tour Card op de PDC Q-School door als zesde te eindigen op de Europese Q-School Order of Merit.
Samen met Romeo Grbavac bereikte de Kroaat de kwartfinale op de World Cup of Darts 2024. Het Kroatische duo versloeg in de groepsronde de koppels uit Maleisië en Canada. In de knock-outfase passeerde het tweetal de spelers uit Wales, waarop de vertegenwoordigers van Oostenrijk nipt te sterk waren.
Samen met Pero Ljubić kwam Krčmar op de World Cup of Darts 2025 uit voor hun thuisland. Ze verloren van de spelers uit Japan en wonnen van de darters uit Zwitserland in de groepsfase. De knock-outfase werd niet bereikt.

## Resultaten op Wereldkampioenschappen

### IDF (soft-tip)
- 2009: Winnaar (gewonnen in de finale van Peter Martin)
- 2011: Winnaar (gewonnen in de finale van Krzysztof Kciuk)
- 2013: Winnaar (gewonnen in de finale van Paul Lim)
- 2015: Winnaar (gewonnen in de finale van Zdravko Antunović)

### PDC
- 2011: Laatste 72 (verloren van Per Laursen met 2-4)[2]
- 2021: Laatste 96 (verloren van Ron Meulenkamp met 1-3)
- 2022: Laatste 96 (verloren van Adam Hunt met 0-3)
- 2023: Laatste 64 (verloren van Nathan Aspinall met 1-3)
- 2024: Laatste 32 (verloren van Gary Anderson met 1-4)